# Isi Metzstein

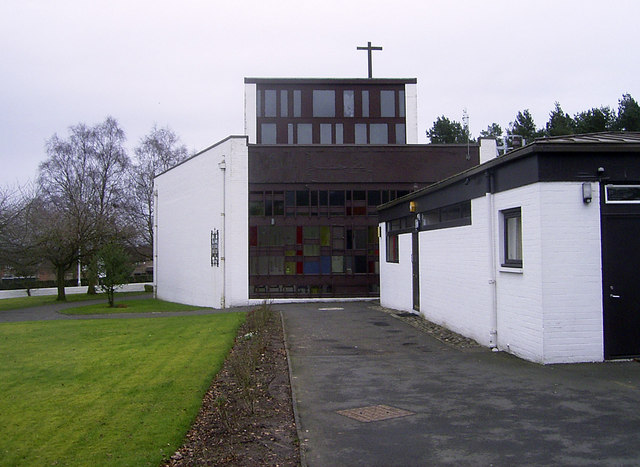
St. Pauls Glenrothes (1957)

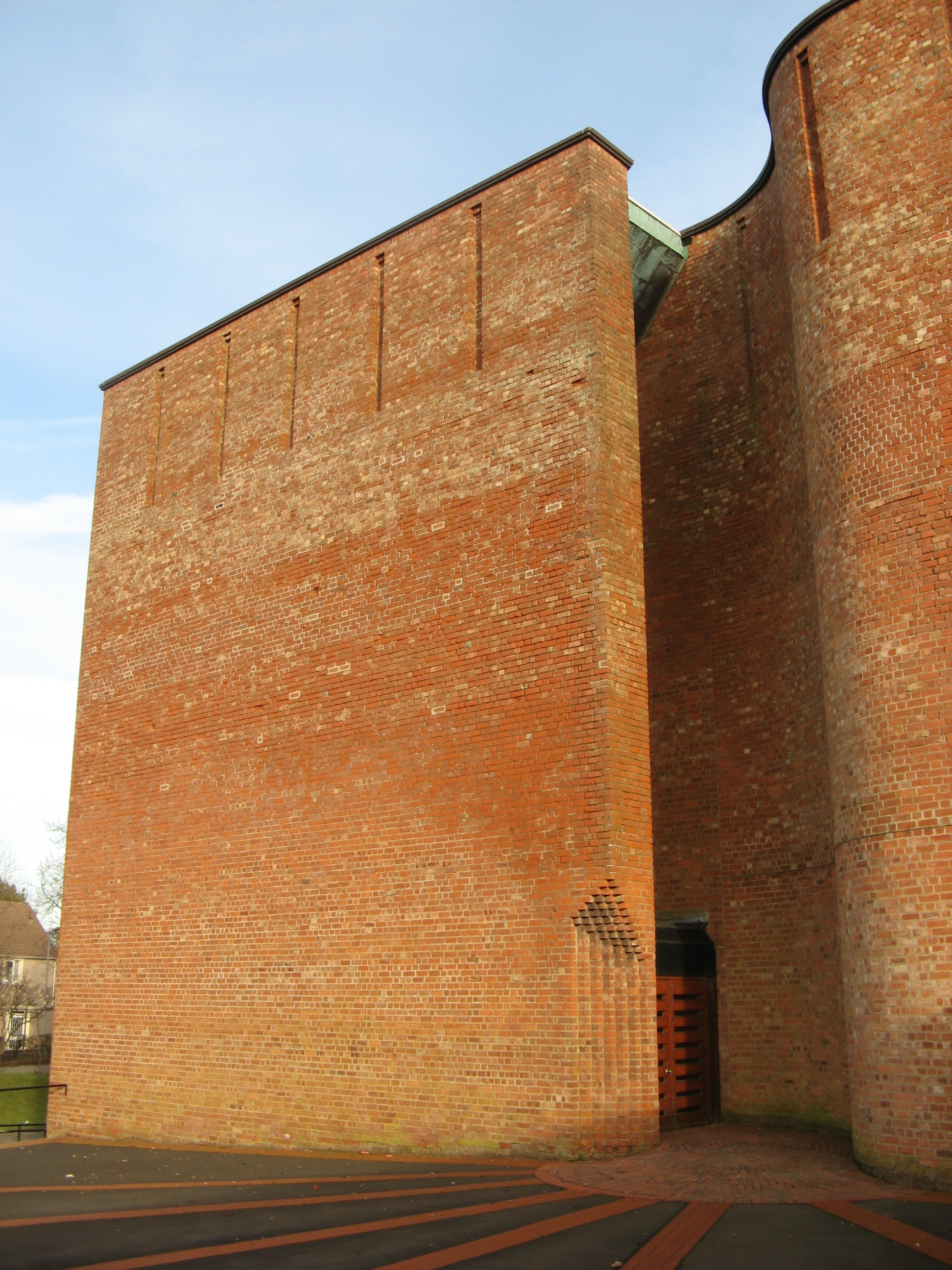
St. Brides's (1962)

Isi Israel Metzstein (* 7. Juli 1928 in Berlin; † 10. Januar 2012 in Glasgow) war ein britischer Architekt, Hochschullehrer und Träger des Order of the British Empire.

## Leben und Werk
Isi Metzstein wurde in Berlin-Mitte geboren. Seine Eltern, Efraim und Rachel Metzstein, waren als polnische Juden 1920 nach Deutschland eingewandert. Isi hatte vier Geschwister, seine Zwillingsschwester Jenny, eine ältere Schwester Lee, einen älteren Bruder Josef und einen jüngeren Bruder Leo. Rachel Metzstein hatte sich nach dem frühen Tod ihres Mannes allein um ihre Kinder zu kümmern und schickte Isi, der die Novemberpogrome 1938 auf dem Weg zur Schule erlebte, 1938 auf einem Kindertransport in das Vereinigte Königreich. Lee, Jenny, Josef, Leo und ihre Mutter kamen später nach. Anfangs lebte Isi allein in Hardgate, Clydebank, als Stiefsohn einer schottischen Familie, dann in Glasgow zusammen mit seiner Mutter, die als Köchin den Lebensunterhalt verdiente.
1945, nach dem Schulabschluss an der Hyndland School, Glasgow, wurde Isi Metzstein Lehrling des Architekten Jack Coia im Architekturbüro Gillespie, Kidd & Coia. Es wurde nach dem Tod von John Gaff Gillespie und William Alexander Kidd 1929 von Jack Coia unter dem Namen 'Gillespie, Kidd & Coia' weitergeführt. Metzstein belegte Abendkurse an der Glasgow School of Art und befreundete sich dort mit Andrew MacMillan, der 1954 Mitarbeiter von 'Gillespie, Kidd & Coia' wurde. Nach dem Rückzug von Jack Coia aus dem aktiven Berufsleben führten Metzstein und MacMilan gemeinsam ab 1966 bis 1987 das Büro 'Gillespie Kidd & Coia' weiter, entwarfen und bauten für öffentliche Bauherrn zahlreiche Kirchen, Colleges und Schulen, für die sie berühmt und ausgezeichnet wurden. Ab 1969 lehrte Metzstein an der Glasgow School of Art, ab 1984 als Professor für Architektur an der University of Edinburgh, ab 1991 wieder an die Glasgow School of Art zusammen mit Andrew MacMillan.

## Privates
Isi Metzstein war ab 1967 mit Danielle Kahn verheiratet und hatte mit ihr zwei Söhne und eine Tochter. Sein Sohn Saul Metzstein studierte Architektur und ist Filmregisseur.

## Sonstiges
Im Film von Cynthia Beatt, Ein Haus in Berlin, GB/D 2014, spielte Isi Metzstein die Rolle des „Jacob“.

## Werk (Auswahl)

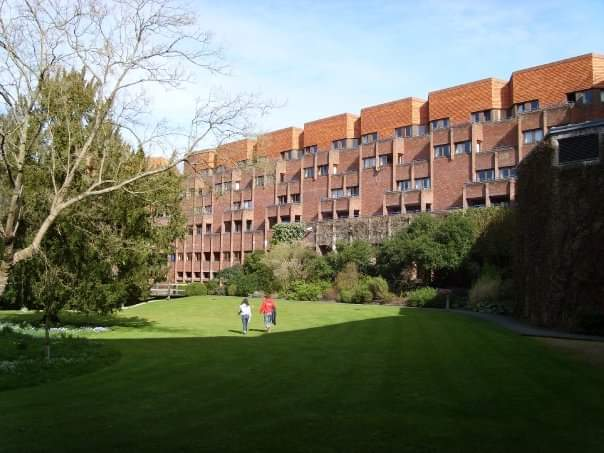
Robinson College Cambridge, 1974–1980

Bauatelier Gillespie Kidd & Coia – Auswahl der Bauten von Isi Israel Metzstein und Andrew MacMillan von 1957 bis 1981:

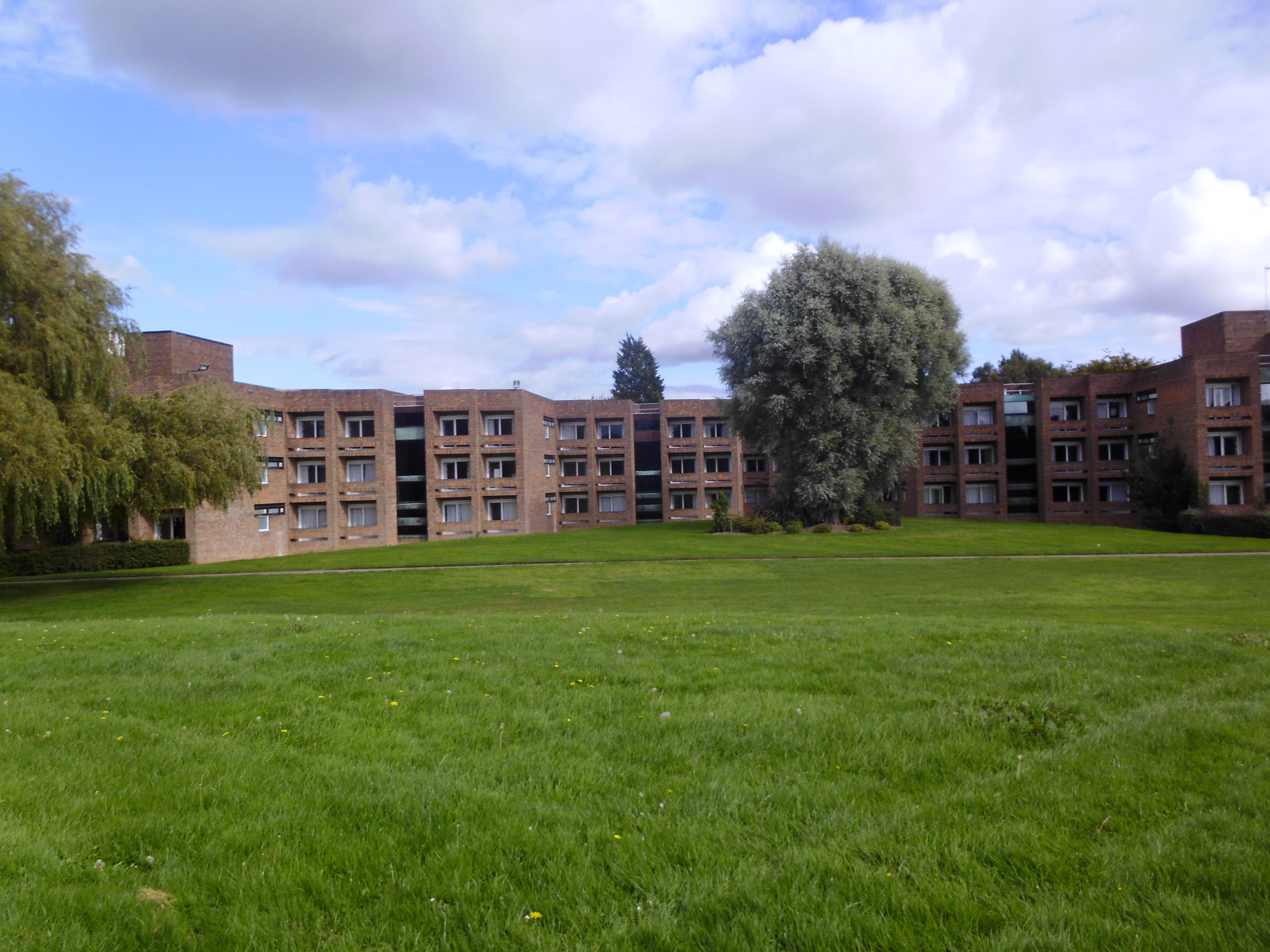
Halls of Residence (The Lawns), Universität Hull, 1963–1967

- St. Paul’s Church, Glenrothes (1957)
- St Bride’s Roman Catholic Church, East Kilbride (1962)
- Halls of Residence, University of Hull (1963–1967)
- St. Patrick’s Church, Kilsyth (1964)
- Our Lady of Good Counsel, Dennistoun (1965)
- St. Peter’s Seminary (1966)[7]
- Notre Dame College, Bearsden (1968–69)
- St. Benedict's, Drumchapel (1970)
- St Margaret's Hospice, Clydebank (1970)
- St Margaret's RC Church, Clydebank (1970)
- The Library at Wadham College, Oxford (1971–1977)
- Cumbernauld Technical College (1972)
- Robinson College, Cambridge.(1974–1980)
- Bonar Hall, Dundee (1975)
- Sacred Heart Roman Catholic Church, Cumbernauld
- Glasgow School of Art refectory (1981)

## Auszeichnungen
- Royal Scottish Academy Gold Medal (1975)
- RIAS Lifetime Achievement Award 2008 (mit MacMillan)
- Honorary RIBA Fellowship
- RIBA Annie Spink Prize for Education 2008 (mit MacMillan)